# Виробничі відносини
Виробни́чі відно́сини — суспільні відносини, що виникають між людьми в процесі матеріального і нематеріального виробництва. Це відносини, які виникають у суспільстві з приводу виробництва, розподілу, обміну і споживання матеріальних та духовних благ.
Ця система відносин відображає соціальну сторону економіки. Вона показує цілі і мотиви виробництва, форми управління, принципи розподілу створеного продукту та одержаних доходів, класову та соціальну структуру суспільства, пануючу форму економічної та політичної влади.
Виробничі відносини — суспільна форма розвитку продуктивних сил, змістом якої є відносини (зв'язки) між людьми у процесі виробництва, обміну, розподілу, споживання матеріальних та духовних благ.
Виробничі відносини є соціально-економічними відносинами — будуються у площині людина-людина (виробництво, перерозподіл, обмін, споживання).
Крім цього, виробничі відносини ще мають назву відносин власності на засоби виробництва, оскільки вони характеризують:
- суспільний спосіб поєднання робітників із засобами виробництва;
- відносини між людьми з приводу привласнення засобів та результатів виробництва;
- умови розпорядження і використання факторів і результатів виробництва.

Отже, виробничі відносини визначають, у чиїх інтересах ведеться виробництво, тип суспільства та класову й соціальну структуру.